# THE PRIME (テレビ番組)
『THE PRIME』（ザ・プライム）は、TBSにて2008年10月1日から2009年10月1日まで放送されたミニ番組の放送枠。

## 番組概要
放送時間は、月曜から木曜22:54 - 23:00（JST）。2008年9月までは『NEWS23』が22:54に放送開始となっていたが、同年10月より23:00 - 23:54（6分時間繰り下げ）に放送時間を変更した（2009年3月30日からは23:00 - 23:30）。なお、金曜日はこれまで通りローカルセールス枠。
各曜日とも字幕放送およびハイビジョン制作。また、各番組は一社提供の形態を採っている。
通常、ミニ番組はローカルセールス枠で設定されることが多いが、『THE PRIME』は全番組ネットワークセールス枠で設定された。

### 枠解消へ
2009年10月改編により、同年10月1日を以って枠解消。木曜日の『メヂカラ』のみ単独番組で継続した。それ以外は終了となった。

## 放送された番組

### まち・モノ語り
- 世界中で活躍するもの商品が作られる「小さな町工場」にスポットを当てて、モノ作りを応援していく番組。なお、ナレーションは「-である」という口調が使われている。2008年10月6日放送開始、2009年3月30日放送終了。
  - 放送時間 - 月曜22:54 - 23:00
  - ナレーター - 西村雅彦
  - 提供 - タウンページ
  - 製作 - TBS、ドリマックス

### 陸上見聞録
- 世界陸上ベルリンの開催記念として陸上競技の知られざるルーツ、記録の秘密などを紹介する番組。2009年4月1日放送開始、同年6月24日放送終了。番組では視聴することができる。
  - 放送時間 - 水曜22:54 - 23:00
  - ナレーター - 堀井美香（TBSアナウンサー）
  - 製作 - TBS
  - 提供 - 週替わり（ただし、ご覧のスポンサー扱い）

### 美味しい韓国 〜チャングムの愛した食材〜
- 韓国ドラマ『宮廷女官チャングムの誓い』に登場する朝鮮の宮廷料理を紹介する番組。2009年7月1日放送開始、同年9月23日放送終了。
  - 放送時間 - 水曜22:54 - 23:00
  - 製作 - TBS
  - 提供 - Sammy ぱちんこCR宮廷女官チャングムの誓い

### 風街みなと
- 世界各地の港町の風景を綴る。2009年4月6日から放送曜日が水曜から月曜に変更された。2008年10月1日放送開始、2009年9月28日放送終了。
  - 放送時間 - 月曜22:54 - 23:00（2008年10月1日から2009年3月25日までは水曜22:54 - 23:00）
  - ナレーター - 西島秀俊
  - テーマ曲 - 押尾コータロー「With you feat. Char」
  - 提供 - 日本郵船
  - 製作 - TBS、TBS-V

### みのりの風景
- 日本の全47都道府県を巡り、日本に残る原風景を綴る番組。番組最後には「みのりの学校」という主に小学生が農作物を収穫する模様が放送される。また、この番組はアナログ放送では画面上下に黒帯ができるレターボックスの形態で放送される。なお、この番組のみTBS系列局のない地域では遅れネットで放送されている。2008年10月7日放送開始、2009年9月29日放送終了。
  - ナレーター - 和久井映見
  - テーマ曲 - 東儀秀樹「With you」
  - 提供 - JAバンク、JAバンクアグリ・エコサポート基金（後者は提供読み上げ省略）
  - 製作 - TBS、TBS-V（クレジット表記に『ジ〜ン』がない）

#### 同時ネット
- TBS系列28局 - 火曜22:54 - 23:00

#### 遅れネット
| 放送地域 | 放送局     | 系列                                             | 放送時間          | 備考（遅れ日数など） |
| -------- | ---------- | ------------------------------------------------ | ----------------- | -------------------- |
| 秋田県   | 秋田放送   | 日本テレビ系列                                   | 火曜21:54 - 22:00 | 7日遅れ              |
| 福井県   | 福井放送   | 日本テレビ系列 テレビ朝日系列 （クロスネット局） | 木曜21:54 - 22:00 | 不明                 |
| 徳島県   | 四国放送   | 日本テレビ系列                                   | 土曜22:54 - 23:00 | 4日遅れ              |
| 佐賀県   | サガテレビ | フジテレビ系列                                   | 土曜11:30 - 11:35 | 11日遅れ             |

#### 補足
- 全国47都道府県の放送局で放送されたTBS制作の番組には『笑顔がいちばん!』（1993年10月 - 2004年3月）がある。ネット局もこの『みのりの風景』と同一である。
- 提供アナウンスは、系列外局では独自読み上げになっていることがある。

### メヂカラ
- 2008年10月2日より放送開始。2009年10月1日まで、同枠内で放送した。
- 2009年10月8日からは、放送曜日・時間をそのままに単独番組として放送されていて、枠は解消されたが「THE PRIME」の表示も引き続き行われている。

| TBS 月曜22:54 - 23:00枠                              | TBS 月曜22:54 - 23:00枠 | TBS 月曜22:54 - 23:00枠   |
| 前番組                                               | 番組名                  | 次番組                    |
| ---------------------------------------------------- | ----------------------- | ------------------------- |
| NEWS23（第1期） ※22:54 - 23:50 【6分繰り下げて継続】 | THE PRIME               | 番組宣伝枠                |
| TBS 火曜22:54 - 23:00枠                              |                         |                           |
| NEWS23（第1期） ※22:54 - 23:50 【6分繰り下げて継続】 | THE PRIME               | ヨハネの洗礼              |
| TBS 水曜22:54 - 23:00枠                              |                         |                           |
| NEWS23（第1期） ※22:54 - 23:50 【6分繰り下げて継続】 | THE PRIME               | エンタメコロシアム        |
| TBS 木曜22:54 - 23:00枠                              |                         |                           |
| NEWS23（第1期） ※22:54 - 23:50 【6分繰り下げて継続】 | THE PRIME               | メヂカラ 【本枠から独立】 |